# Olympische Sommerspiele 1896/Teilnehmer (Italien)
| Silbermedaillen | Bronzemedaillen | 3. |
| --------------- | --------------- | -- |
| —               | —               | —  |

Italien nahm mit einem Athleten an den Olympischen Sommerspielen 1896 in Athen teil. Einziger Vertreter war der Bauingenieur Giuseppe Rivabella, der aus beruflichen Gründen in Athen niedergelassen war.
In Athen war ein zweiter italienischer Athlet zugegen, der Marathonläufer Carlo Airoldi. Er hatte den größten Teil der Strecke zwischen Mailand und Athen zu Fuß bestritten. Dort wurde er jedoch nicht zu den Spielen zugelassen, da er bei einem Rennen von Mailand nach Barcelona ein Preisgeld erhalten hatte und somit nicht mehr als Amateur galt.
Neben drei anderen teilnehmenden Ländern blieb Italien ohne Medaille.

## Teilnehmer nach Sportarten

### Schießen
- Giuseppe Rivabella
Militärgewehr (200 m), Männer